# Leonard
Leonard eller Leonhard är ett mansnamn med gammalt tyskt ursprung, bildat av fornhögtyska Leo eller Lewo - lejon och harti eller herti - hård, stark. 
Den 31 december 2012 fanns det totalt 5 969 personer i Sverige med namnet Leonard, varav 1 185 med det som förstanamn/tilltalsnamn. År 2003 fick 834 pojkar namnet, varav 47 fick det som tilltalsnamn. Lennart är en variant av Leonard.
Namnsdag i Sverige: 28 september  (sedan 1986, samt även före 1901). I den finlandssvenska namnsdagslängden har Leonard namnsdag 28 september sedan starten 1929, då en egen namnsdagskalender togs i bruk för finlandssvenskar.

## Personer med namnet Leonard
- Sankt Leonard, fransk eremit
- Leonard Bernstein, amerikansk dirigent och tonsättare
- Lenny Bruce, amerikansk ståuppkomiker, hette egentligen Leonard
- Leonard Bygdén, genealog och personhistoriker
- Leonard Cohen, kanadensisk sångare och författare
- Leonhard Euler, schweizisk matematiker
- Leonard Goldberg, medicine doktor
- Leonard Landgren, kompositör och musiker
- Leonard Larsson, "Viksta-Lasse", spelman från Uppland
- Leonard Nimoy, amerikansk skådespelare, regissör, författare, musiker och fotograf
- Leonard Peterson, gymnast, OS-guld i laggymnastik 1908
- Leonard Fredrik Rääf, godsägare, författare, riksdagsman
- Leonard Woolf, brittisk författare, journalist, redaktör och förläggare
- Sugar Ray Leonard, amerikansk boxare
- Gustav Leonhardt, nederländsk dirigent, organist och cembalist

## Fiktiva karaktärer
- Captain Cold, annat namn för Leonard Snart, brottsling och ärkefiende till the Flash.
- Leonard Hofstadter, god, och länge uthärdande, vän till dr Sheldon Cooper i tv-serien The Big Bang Theory.
- Leonard McCoy, god vän till James T. Kirk och Mr Spock, skeppsläkare på USS Enterprise.